# Кулевский терминал
Кулевский терминал — нефтеналивной порт, расположенный в восточной прибрежной части Чёрного моря близ села Кулеви Хобского муниципалитета Грузии, предназначенный для перегрузки в танкеры поступающих нефти и нефтепродуктов из Туркменистана, Казахстана и Азербайджана в Европу.

## Создание
Идея строительство нового нефтяного терминала в Грузии возникла в 1998 году — по прогнозам специально проведённого исследования к 2010—2015 годам существующие грузинские порты были бы не в состоянии справиться с ожидаемым объёмом транспортируемых нефти и нефтепродуктов. Таким образом, 8 сентября 1999 года президентом страны Эдуардом Шеварнадзе был подписан указ о строительстве нового терминала вблизи села Кулеви Хобского муниципалитета, расположенного на территории бывшего города-крепости Редут-Кале.
Строительство терминала в Кулеви началось в 2000 году компанией «Терминал-2000», учредителями которого стали Грузинская железная дорога и австрийская фирма «Аргомар Ойл». В 2002 году из-за финансовых проблем возведение порта было приостановлено. Для завершения проекта в 2004 году был создан международный консорциум, в который наряду с инициаторами строительства вошли ряд грузинских и иностранных бизнесменов, избравших своим главой известного грузинского бизнесмена Бадри Патаркацишвили. Два года спустя Патаркацишвили продал свою долю акций строящегося Кулевского терминала Государственной нефтяной компании Азербайджана.
В мае 2008 года терминал был пущен в эксплуатацию.

## Описание
Нефтяной терминал в Кулеви включает в себя три причала для погрузки, канал для танкеров, обслуживающий флот из 9 судов и лабораторию для тестирования нефти и нефтепродуктов.
На территории терминала расположены 27 резервуаров для хранения нефти и нефтепродуктов общей вместимостью 402 000 кубических метров.
Для погрузочных операций предусмотрены три причала для обслуживания танкеров водоизмещением до 100 000 тонн; производительность перекачки нефти и нефтепродуктов составляет до 8000 м³/ч. 
Терминал имеет собственную железнодорожную станцию, вмещающую до 324 нефтяных вагонов-цистерн.